# San Mateo (Californië)
San Mateo is een stad in San Mateo County, Californië in de VS met 103.619 inwoners in 2020.
San Mateo is een van de grotere voorsteden van San Francisco. De stad werd gesticht op 4 september 1894. De huidige burgemeester is Amourence Lee.

## Geografie
San Mateo bevindt zich op 37°33'15" Noord, 122°18'47" West. Het heeft een totale oppervlakte van 41,3 km² (16 mijl²) waarvan 31,6 km² (12,2 mijl²) land en 9,7 km² (3,7 mijl²) water is. (23,43% water)

## Demografie
Ongeveer 66,2 % van de bevolking van San Mateo is blank, 15,1 % is van Aziatische oorsprong en 2,6 % van Afrikaanse oorsprong.
Van de 37.338 huishoudens bestaat 46,9% uit getrouwde echtparen en 31,6% uit eenpersoonshuishoudens. Het gemiddeld inkomen is $64.757,- per huishouden. 15,1% van de bevolking is ouder dan 65 jaar. Op elke 100 vrouwen boven de 18 jaar zijn er 93,5 mannen.

## Plaatsen in de nabije omgeving
De onderstaande figuur toont nabijgelegen plaatsen in een straal van 8 km rond San Mateo.

## Geboren
- Merv Griffin (1925-2007), zanger, tv-producent en -presentator
- Diane Varsi (1938-1992), actrice
- Barry Bostwick (1946), acteur
- Zoe Lofgren (1947), juriste en politica
- Keith Carradine (1949), acteur
- Dennis Haysbert (1954), acteur
- Patricia Hearst (1954), kleindochter van krantenmagnaat William Randolph Hearst
- Michael Trucco (1970), acteur
- Tom Brady (1977), Americanfootballspeler